# 绿皮车

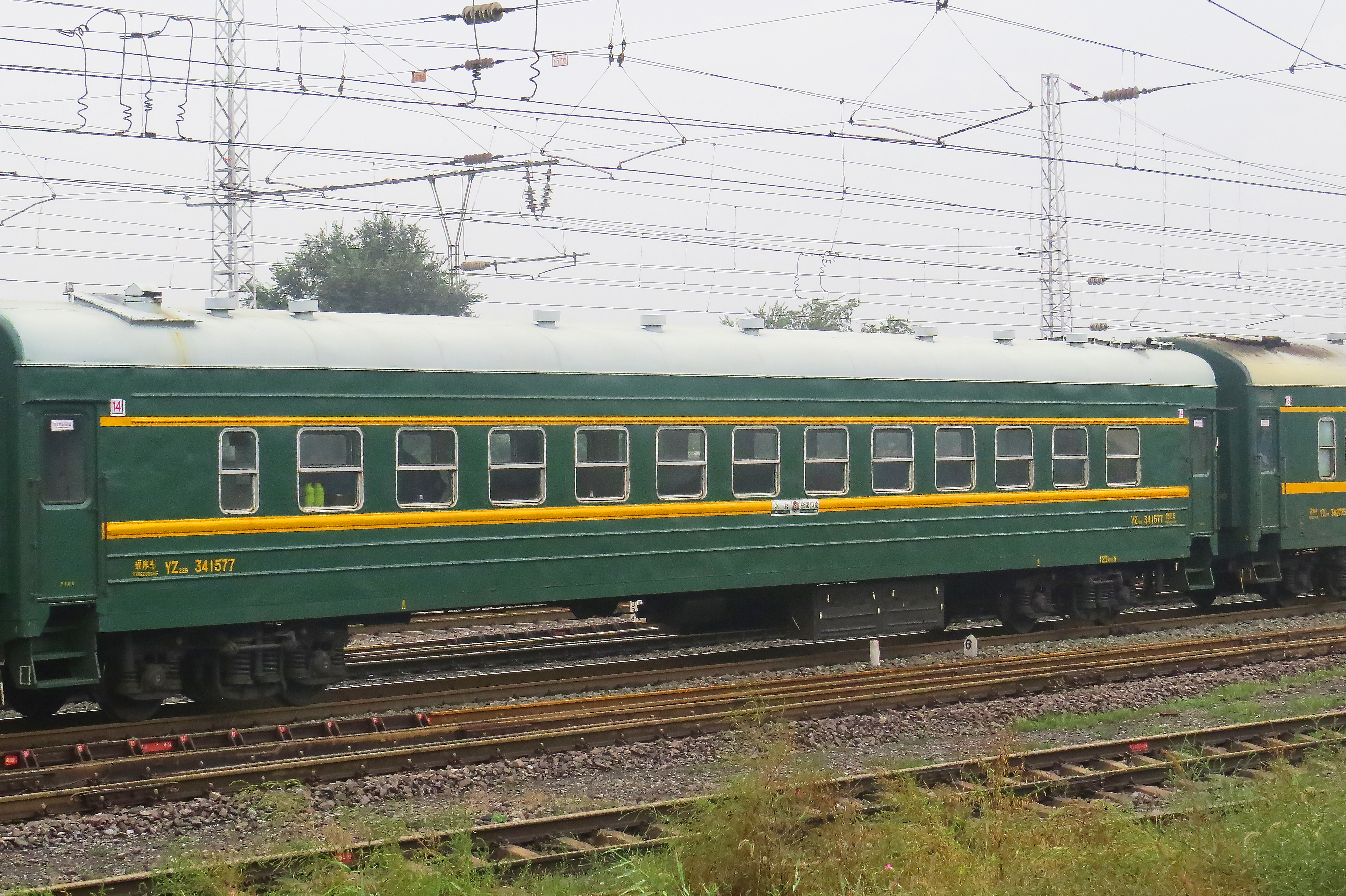
4416次列车为北京铁路局的管内绿皮车之一

绿皮车，代指曾广泛流行于苏联、中国等社会主义国家铁路的铁路客车涂装设计。这一设计因车厢主体呈绿色而得名。在中国，绿色则成为普通旅客列车的统一涂装。

## 中国铁路的绿皮车
在20世纪90年代以前，绿皮车曾经是中国铁路旅客列车的最具代表性的形象，当时的铁路客车涂刷有铁路部门和科研机构共同研发的铬绿色油漆，此种油漆含有铬黄成分，可保护车体不受腐蚀，不会因长期日晒而变质褪色，且绿色能给人一种繁茂生息、赏心悦目的感觉。绿皮车通常大多无空调，车窗可以打开。直至21世纪初，多数绿皮车因建造年代久远以及铁路客车车辆更新，被逐步淘汰，常用来担当无空调的通勤、临客、普客、普快和快速列车运营。2014年后，全国所有铁路局所辖的普速客车，新造普速列车车厢车体重新刷上绿色。
现铁路宣传部门多将运行在偏远地区、没有空调、没有餐车、没有卧铺的普客称为“绿皮慢火车”、“扶贫公益车”。

### 概况
传统意义上的“绿皮车”（不包括2014年底开始刷绿的单层列车车底和2018年底开始刷绿的双层列车车底与国际联运列车车底）包括以下车型：
- 中国铁路21型客车
- 中国铁路22型客车
- 中国铁路22A型客车
- 中国铁路22B型客车
- 中国铁路18型客车
- 中国铁路19型客车
- 中国铁路23型客车
- 东德引进版中国铁路24型客车
- 单层中国铁路25B型客车（包括带空调的软卧车与宿营硬卧车）

此外，中国铁路25T青藏高原型客车、2015年新造客车车底及2014年年底起刷绿的客车车底也是绿色涂装配黄条色带，但不同于上述车底，一般不以传统意义上的“绿皮车”称之，也被称为“伪绿皮”。此前其他铁路局的跨局非空调列车也逐步改为空调列车，而部分管内普客则保留绿皮车（但大多数也已经重新刷绿）。广州铁路集团甚至曾经存在使用无空调客车开行管内特快列车的情况（如长沙至韶山的T8321/8322次）。
- 21型
- 22型
- 22B型
- 22C型
- 18型
- 19型
- 23型
- 25B型（2014年之前）

### “刷绿”
为了推进铁路车辆的标准化与简统化，铁路总公司决定将具有简洁、庄重视觉效果的墨绿色作为普通客车外皮的统一色调，以与白色外皮的动车组客车相区别。2014年年底，从北京铁路局、上海铁路局开始，全国所有铁路局所辖的单层普速客车（指除动车组、高速动车组、城际动车组、纯国际联运用车和米軌客車外的、运营速度不高于160km/h的客车）车体颜色开始重新刷上绿色。2018年下半年开始，双层普速客车、国际联运用空调客車以及較舊的非空調客車也开始重新刷绿。全新概念的“绿皮车”慢慢回归大众视野，也有了空調和電力。但该举动因必要性、预算浪費等问题被民众质疑，这类重新涂为绿色的铁路车辆也被火车迷讽刺为“伪绿皮”或是“高阻绿”（因该涂装方案于盛光祖任内提出，且这类铁路车辆所使用的綠色為青藏高原型25T所使用的墨綠色車底配黃色腰線而非傳統意義上的綠皮車所使用的草綠色車底配橙色腰線），甚至被一些乘客误认为是无空调客车。
截至2021年，已被“刷绿”的普速列车车底型号如下：
| 车底型号           | 车型               | 开始刷绿时间 | 腰线风格              | 色块数量 |
| ------------------ | ------------------ | ------------ | --------------------- | -------- |
| 中国铁路18型客车   | 餐车、行李车       | 2018年       | 直腰线                | 不適用   |
| 中国铁路18型客车   | 加装空调车         | 2018年       | 色块过渡线            | 3        |
| 中国铁路19型客车   | 高级软卧车         | 2018年       | 直腰线                | 不適用   |
| 中国铁路22型客车   | 客运用车           | 2018年       | 直腰线， 涂于加强筋上 | 不適用   |
| 中国铁路22型客车   | 试验车             | 2015年       | 色块过渡腰线          | 5        |
| 中国铁路25型客车   | 中国铁路25型客车   | 2015年       | 色块过渡腰线          | 3        |
| 中国铁路25A型客车  | 中国铁路25A型客车  | 2015年       | 色块过渡腰线          | 3        |
| 中国铁路25B型客车  | 单层车             | 2015年       | 色块过渡腰线          | 2        |
| 中国铁路25B型客车  | 双层车             | 2018年       | 色块过渡腰线          | 2        |
| 中国铁路25DT型客车 | 中国铁路25DT型客车 | 2010年       | 直腰线                | 不適用   |
| 中国铁路25G型客车  | 国内型             | 2015年       | 色块过渡腰线          | 3        |
| 中国铁路25G型客车  | 国际联运型         | 2018年       | 直腰线                | 不適用   |
| 中国铁路25G型客车  | 24型改25G型        | 2015年       | 色块过渡腰线          | 3        |
| 中国铁路25K型客车  | 单层车             | 2015年       | 色块过渡腰线          | 5        |
| 中国铁路25K型客车  | 双层车             | 2018年       | 色块过渡腰线          | 5        |
| 中国铁路25K型客车  | 19K高级软卧车      | 2015年       | 色块过渡腰线          | 5        |
| 中国铁路25T型客车  | 标准型             | 2015年       | 直腰线                | 不適用   |
| 中国铁路25T型客车  | 青藏高原车         | 2006年       | 直腰线                | 不適用   |
| 中国铁路25T型客车  | 19T高级软卧车      | 2015年       | 直腰线                | 不適用   |
| 中国铁路25T型客车  | 轨道检查车         | 2018年       | 直腰线                | 不適用   |
| 中国铁路25Z型客车  | 单层车             | 2015年       | 色块过渡腰线          | 5        |
| 中国铁路25Z型客车  | 双层车             | 2018年       | 色块过渡腰线          | 5        |

除普速列车外，2019年初正式投入运营的复兴号CR200J型电力动车组亦采用绿色涂装，因其体现对“对老机车的继承”，CR200J的绿色涂装颜色为国槐绿，较其他25型客车鲜艳，但由於其綠色塗裝同時比較接近中国大多數廚余垃圾桶所使用的綠色，而被火車迷諷刺為「垃圾桶」。
- 25T青藏高原型客车，一般不被认为是传统意义上的"绿皮车"
- 一辆绿色涂装的25DT型客车
- 一辆绿色涂装的25型客车
- 一辆绿色涂装的25A型客车
- 一辆绿色涂装的25G型客车
- 一輛綠色涂装的25K型客車
- 一辆绿色涂装的25T型客车
- 一辆绿色涂装的25Z型客车
- 25B型（2014年后）
- 一辆CR200J高速动车组，第一辆在生产过程中涂成绿色的“子弹头列车”

### “公益性慢火车”

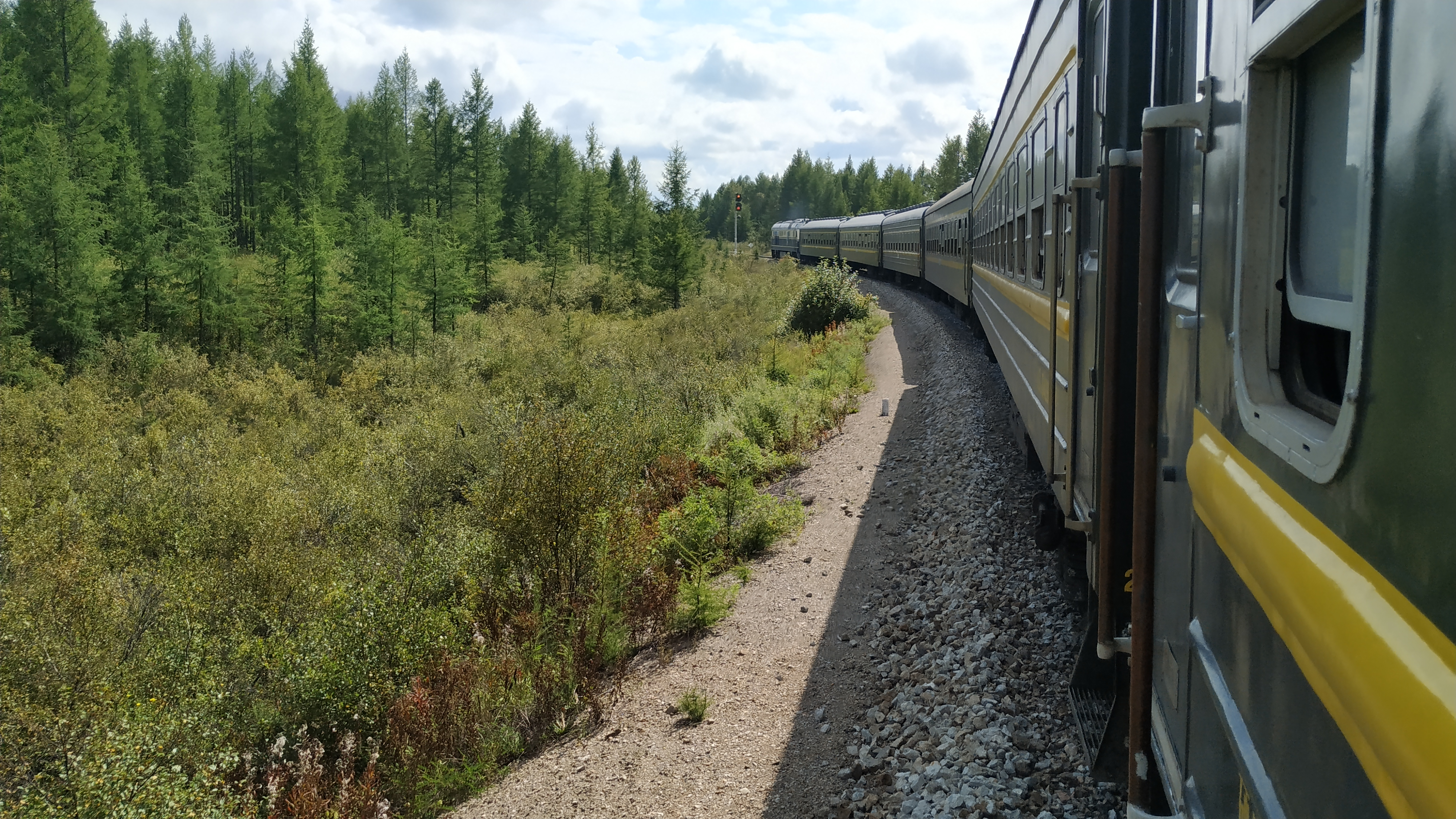
4182次列车运行于牙林铁路南段

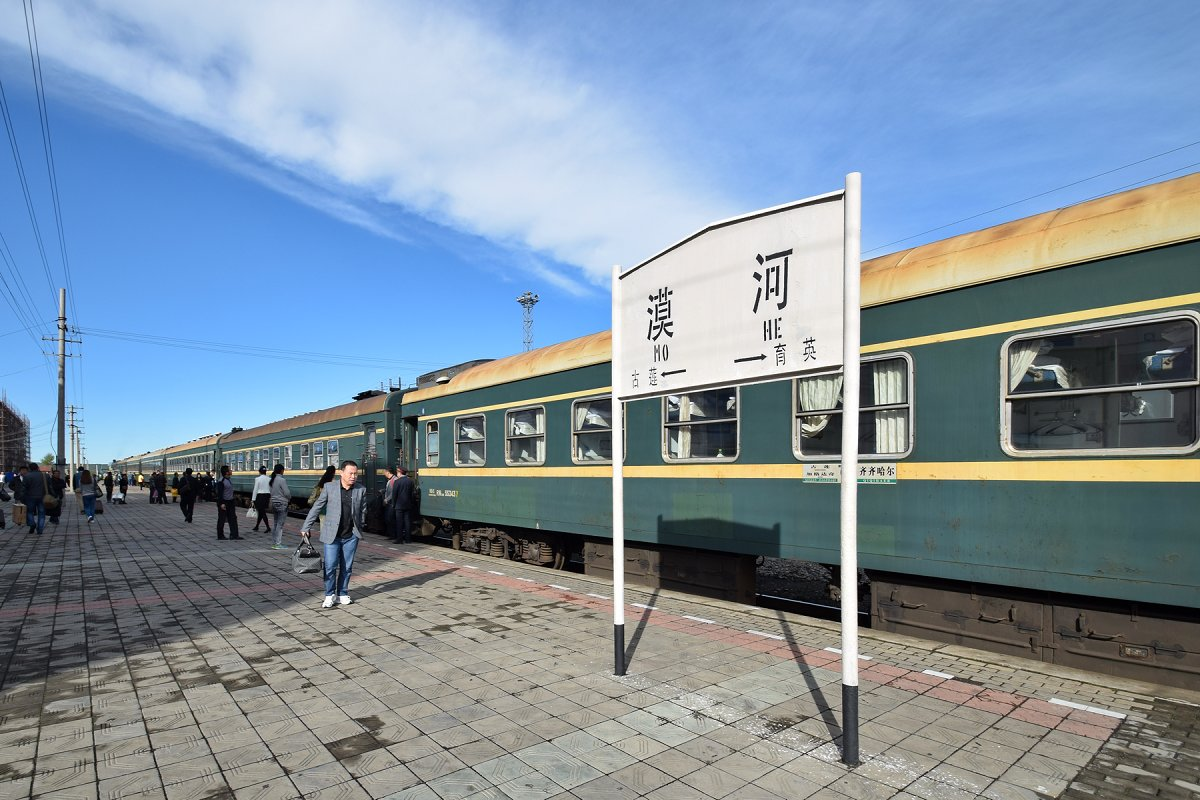
6245次列车停靠漠河站

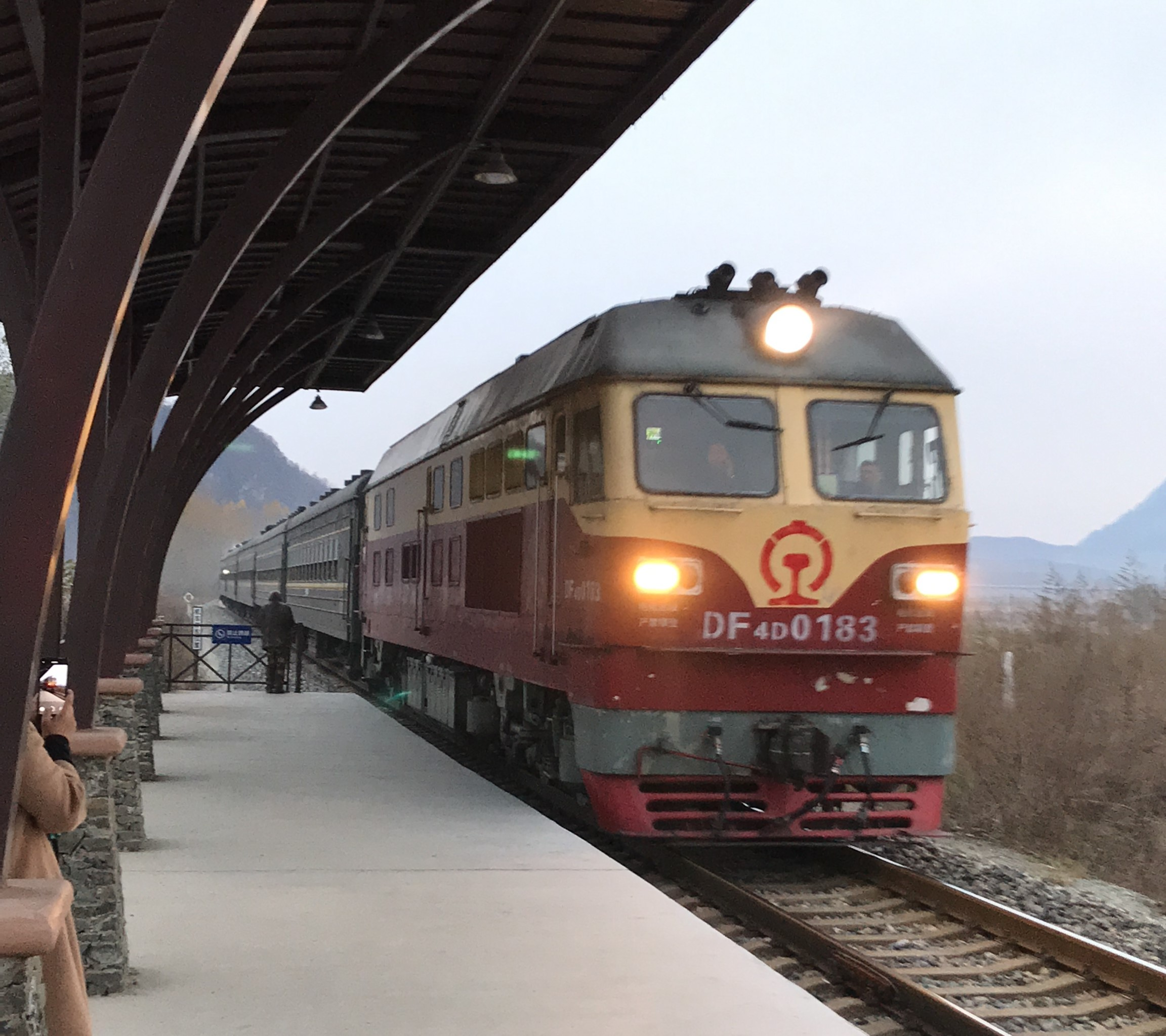
4317次列车进凤上铁路叆河乘降所

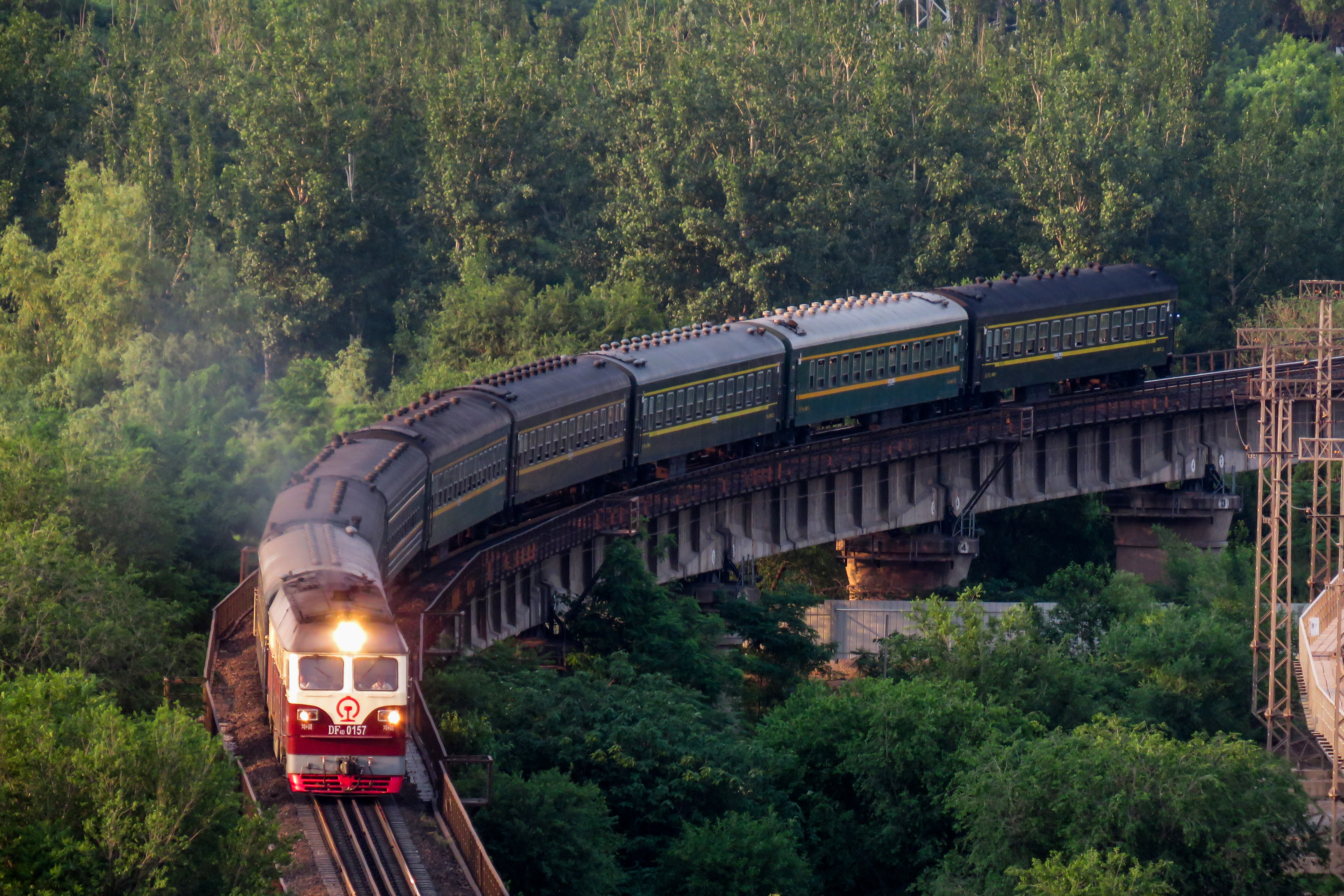
配属北京机务段的东风4D型柴油机车第0157号牵引6437次列车通过京原铁路永定河大桥（2018年5月）

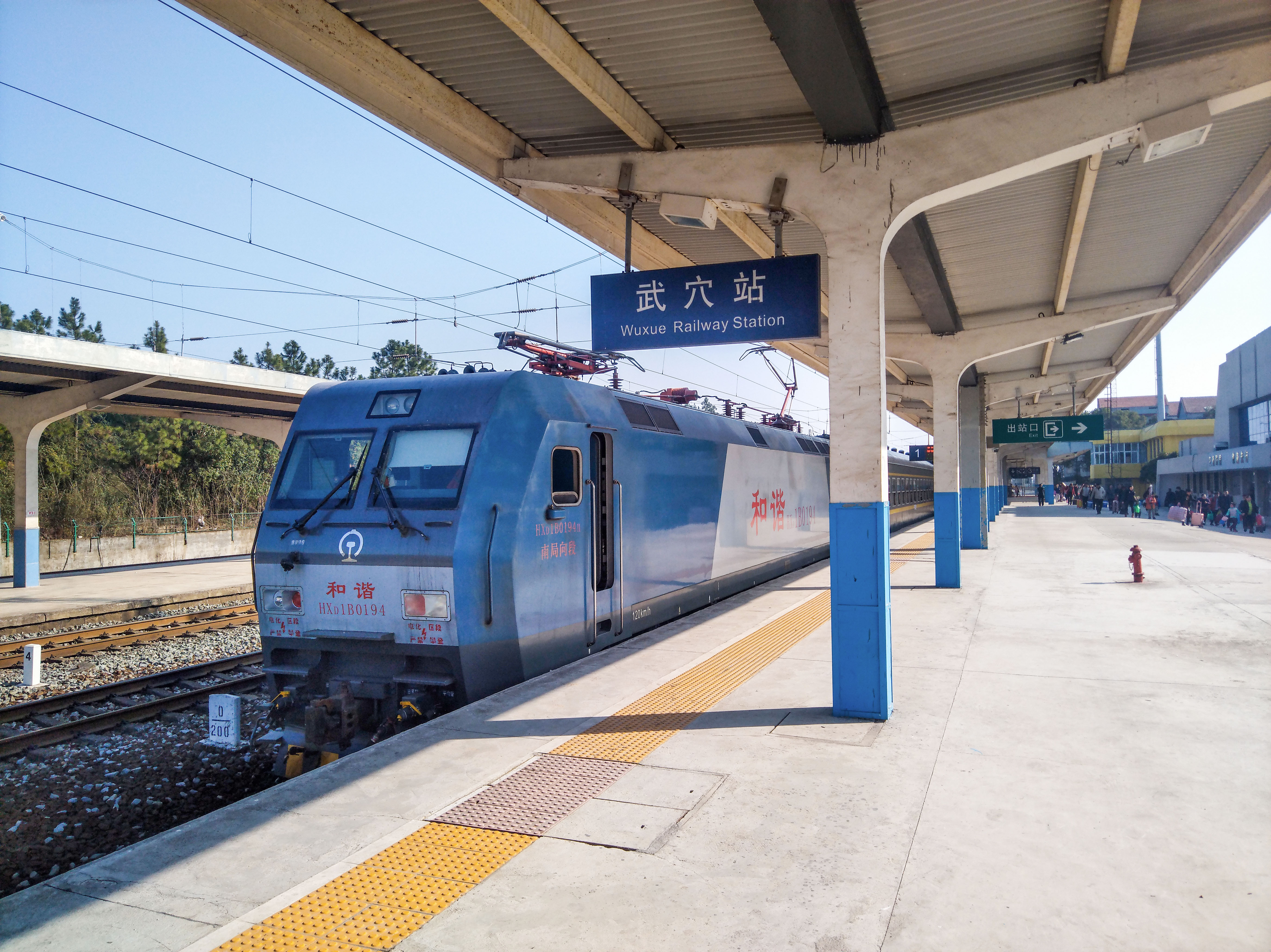
HXD1B-0194担当的6026次普客列车停于武穴站

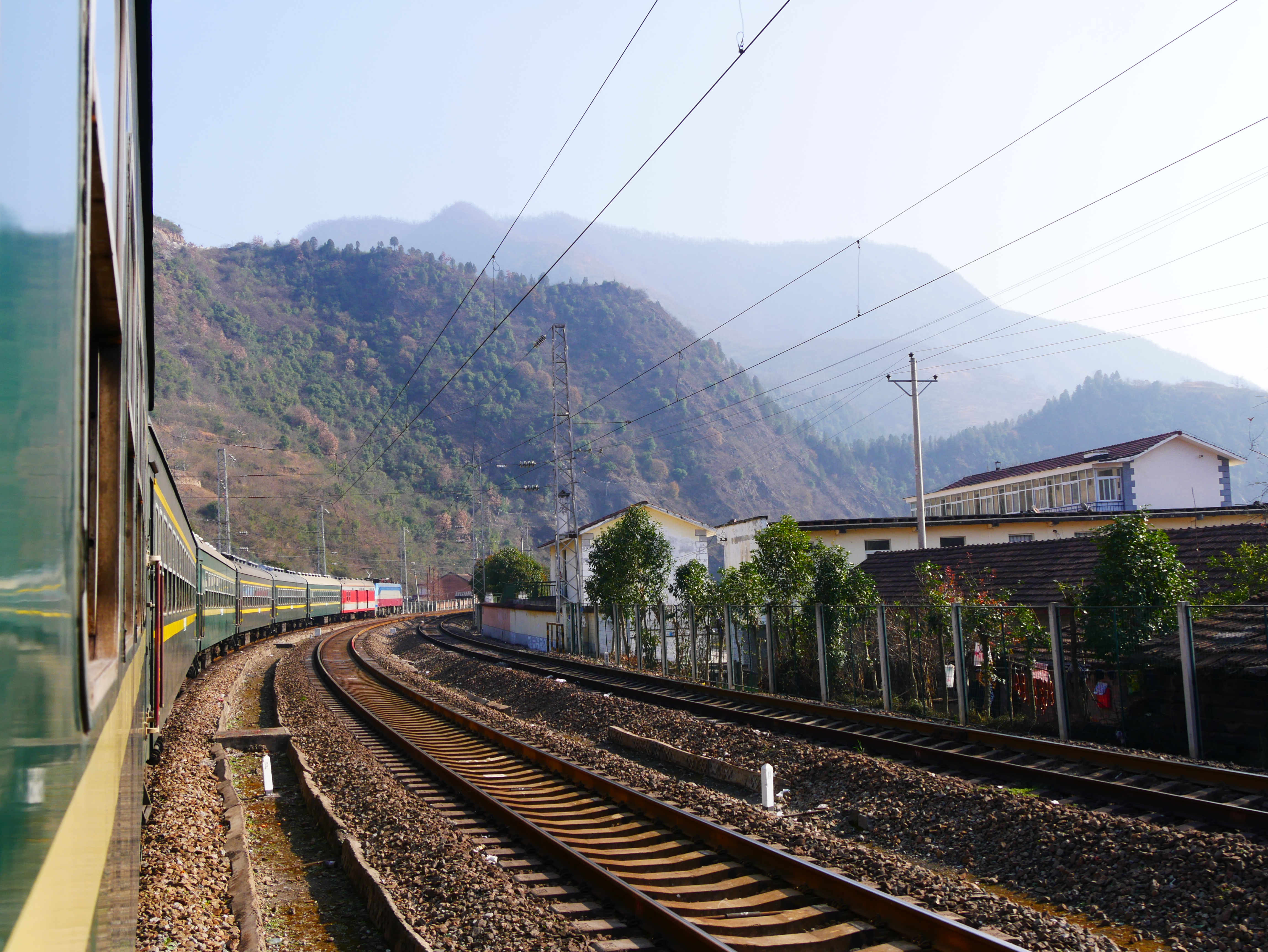
6063次列车于宝成铁路马蹄湾站

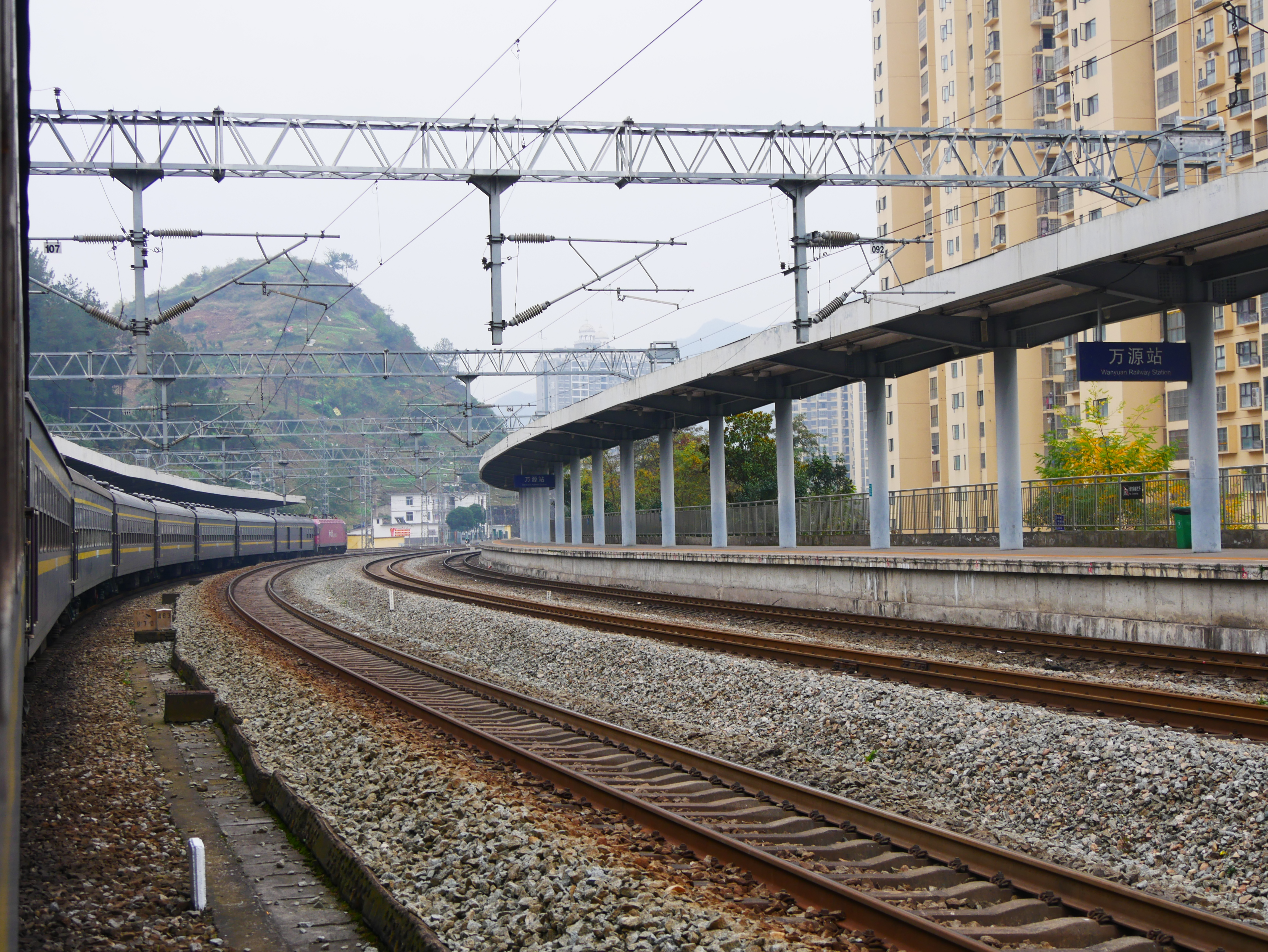
6065次列车于襄渝铁路万源站

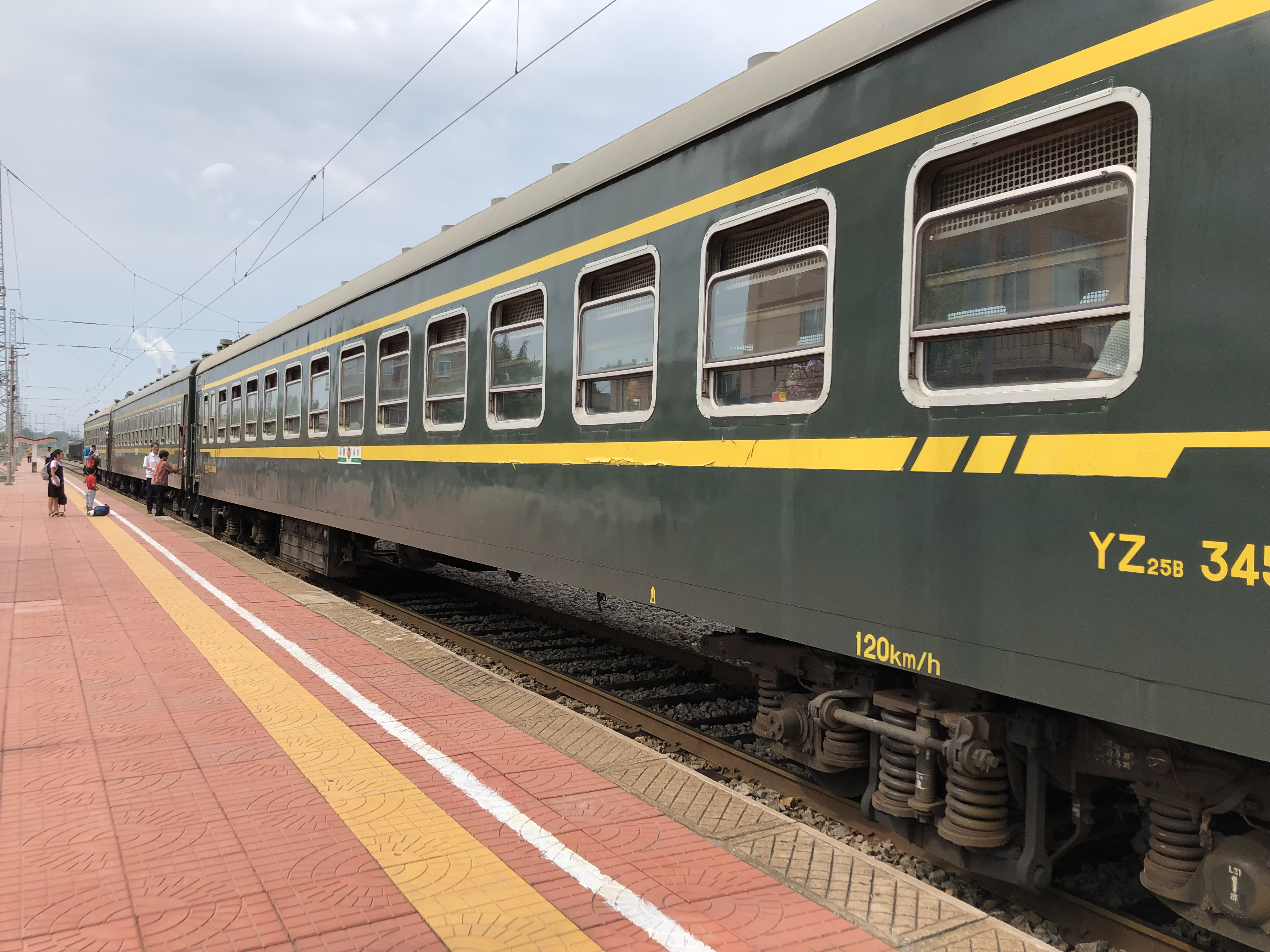
7053/7054次列车停靠莱芜东站

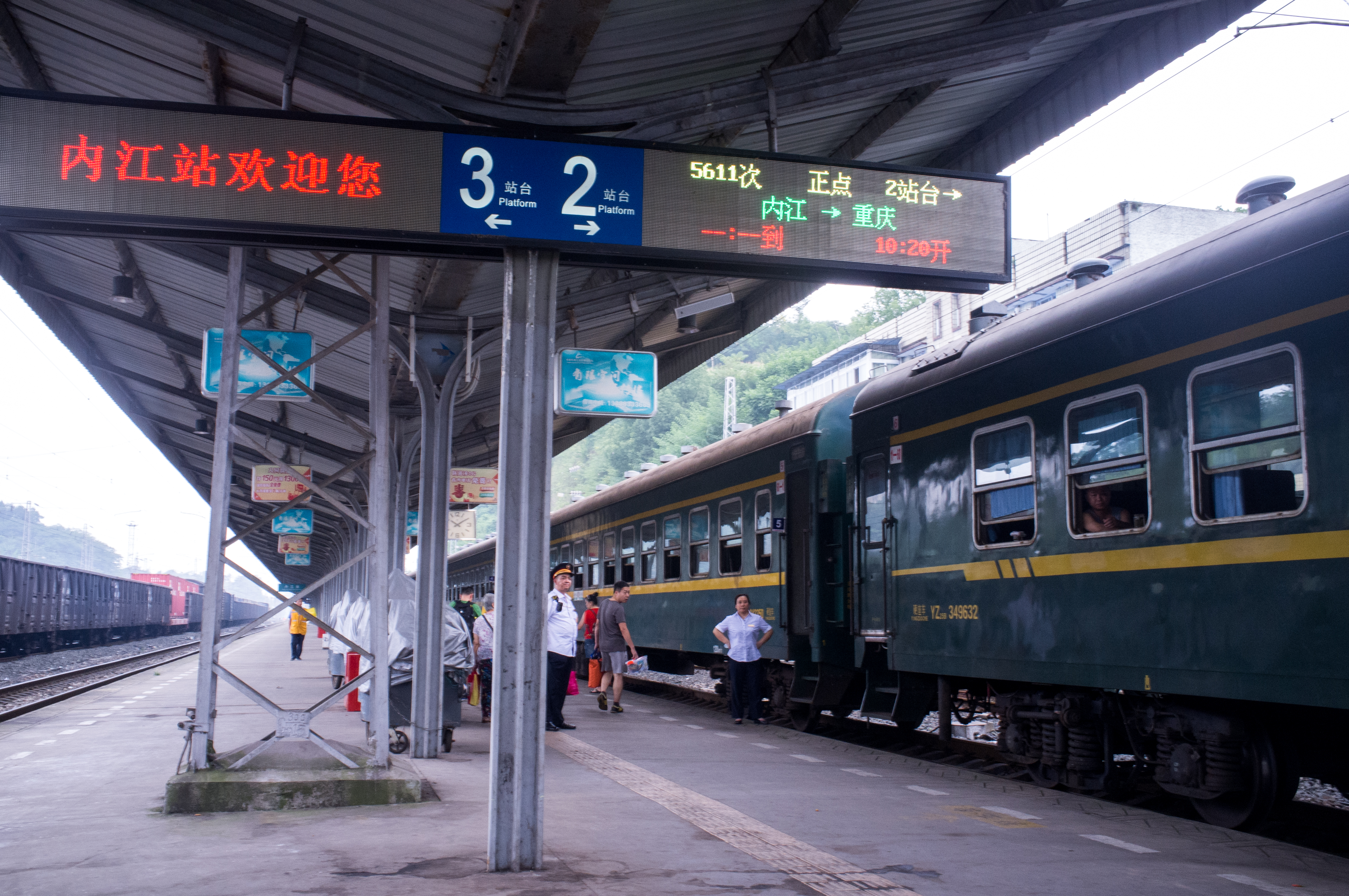
5611次列车于内江站

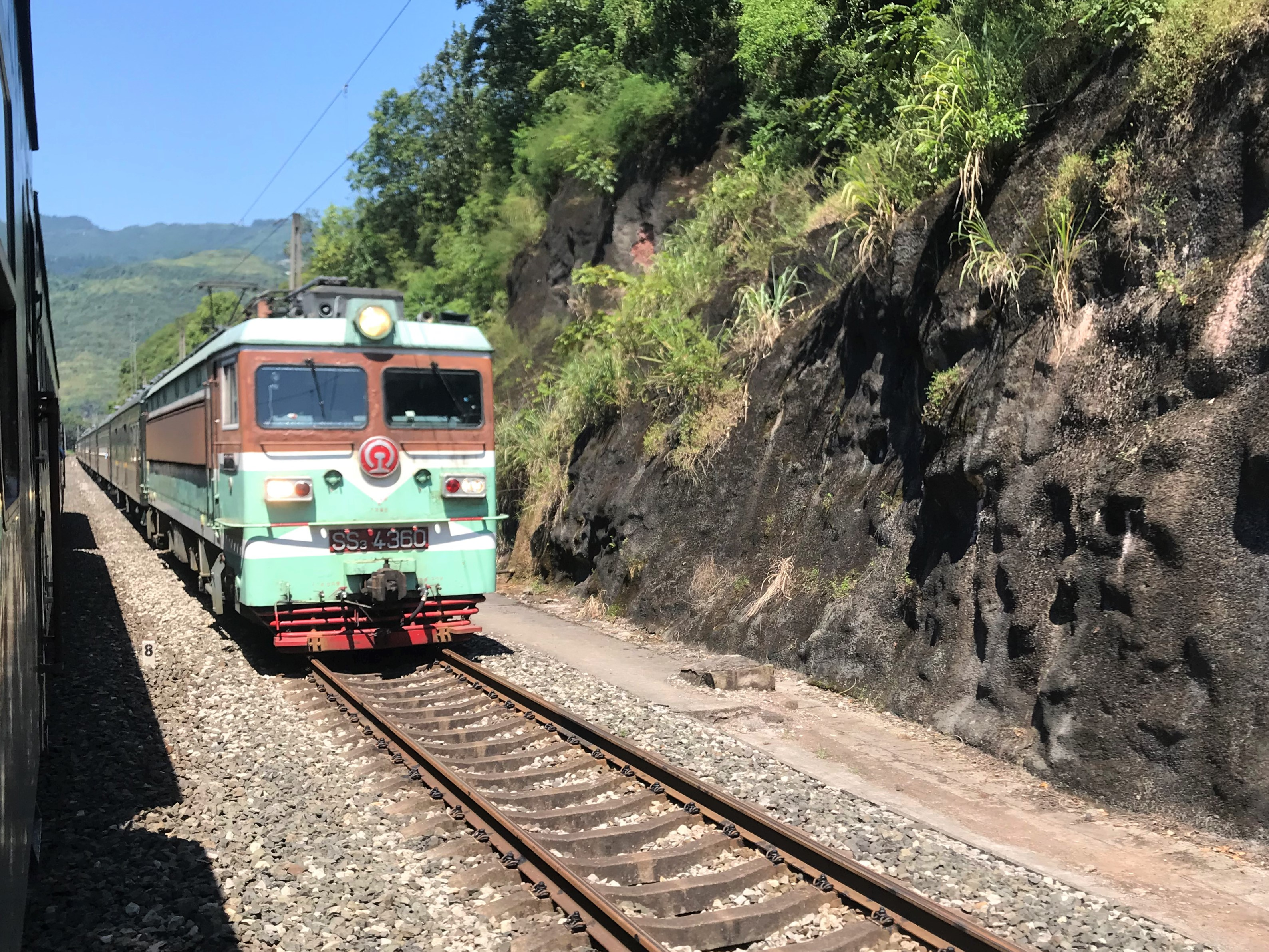
5629次列车通过川黔铁路两河口站

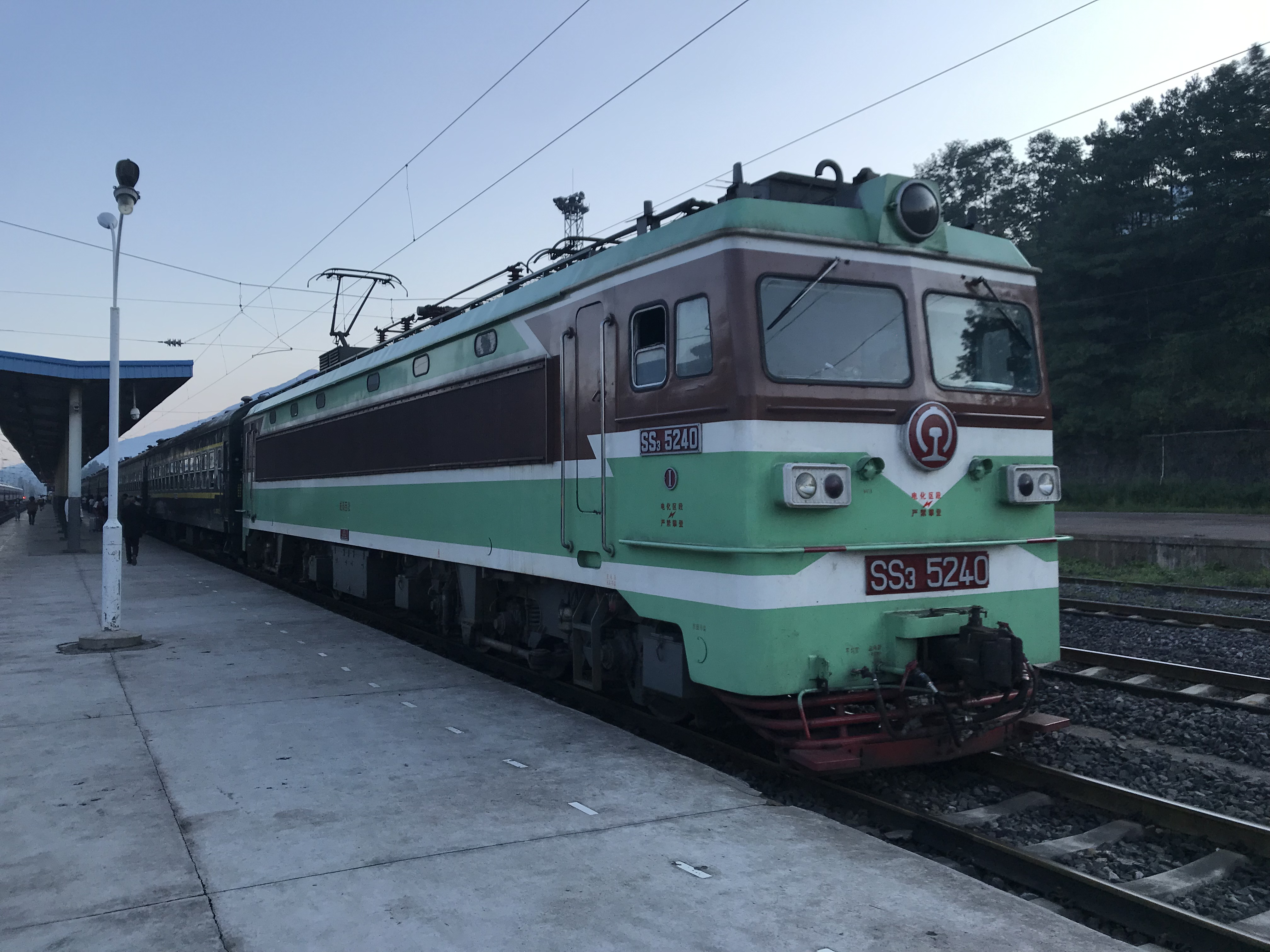
5633次列车于普雄站

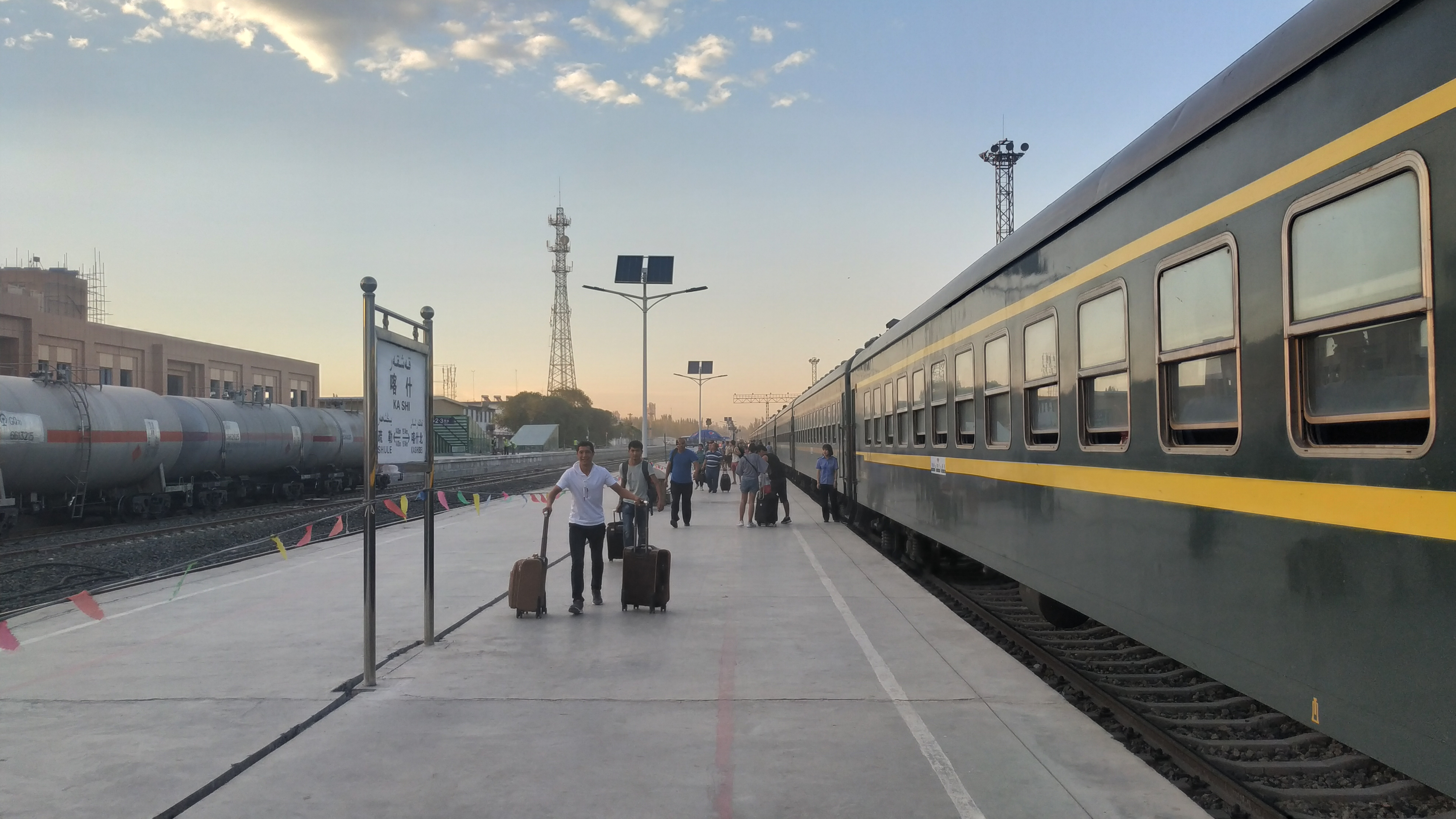
7555次列车于喀什站

普通旅客快车因停站多、运营成本高等原因于历次大提速中停运。但在部分交通不便、经济落后的地区仍有速度慢、停站多、票价低的慢车运行。国铁集团于2017年左右将其命名为“公益性慢火车”。并非所有“公益性慢火车”都是非空调列车（如吉林至图们北的4343/4344次列车，通化至集安的4347/4348次列车），并非所有非空调列车、站站停列车都被划为“公益性慢火车”（如昆明至红果的5651/5652次列车，贵阳至玉屏5639/5640次列车）。目前仍有一些“公益性慢火车”在运营中：
| 车次                  | 担当局 | 运行区间            | 经由线路                     | 地区       |
| --------------------- | ------ | ------------------- | ---------------------------- | ---------- |
| 4043/4044             | 哈     | 牡丹江-密山         | 图佳铁路、林东铁路           |            |
| 4081/4082             | 哈     | 齐齐哈尔-北安       | 齐北铁路                     |            |
| 4083/4084             | 哈     | 齐齐哈尔-黑河       | 齐北铁路、北黑铁路           |            |
| 4133/4134             | 哈     | 佳木斯-前进镇       | 佳富铁路、福前铁路           |            |
| 4135/4136             | 哈     | 佳木斯-前进镇       | 佳富铁路、福前铁路           |            |
| 4171/4172             | 哈     | 牡丹江-鹤北         | 图佳铁路、鹤岗铁路           |            |
| 4173/4174             | 哈     | 鹤北-牡丹江         | 图佳铁路、鹤岗铁路           |            |
| 4179/4180             | 哈     | 海拉尔-阿尔山北     | 滨洲铁路、牙林铁路           | 内蒙古东部 |
| 4085/4086             | 哈     | 泰来-齐齐哈尔       | 平齐铁路                     |            |
| 4187/4188             | 哈     | 齐齐哈尔-满洲里     | 滨洲铁路                     | 内蒙古东部 |
| 6223/6224             | 哈     | 牡丹江-东方红       | 滨绥铁路、城鸡铁路、林东铁路 |            |
| 6131/6232             | 哈     | 五常-哈尔滨东       | 拉滨铁路                     |            |
| 6125/6126             | 哈     | 桦南-佳木斯         | 图佳铁路                     |            |
| 6238/6239、 6240/6237 | 哈     | 海拉尔-塔尔气       | 滨洲铁路、博林铁路           | 内蒙古东部 |
| 6245/6246             | 哈     | 齐齐哈尔-古莲       | 齐北铁路、富西铁路           |            |
| 6251/6252             | 哈     | 牡丹江-鸡西         | 图佳铁路、林密铁路           |            |
| 6253/6254             | 哈     | 哈尔滨东-绥化       | 滨北铁路                     |            |
| 6268/6269、 6270/6267 | 哈     | 海拉尔-莫尔道嘎     | 滨洲铁路、牙林铁路、朝乌铁路 | 内蒙古东部 |
| 6272/6273、 6274/6271 | 哈     | 佳木斯-乌伊岭       | 绥佳铁路、汤林铁路           |            |
| 6286/6287、 6288/6285 | 哈     | 牡丹江-长汀镇       | 滨绥铁路、火龙沟铁路         |            |
| 6967/6968             | 哈     | 伊春-乌伊岭         | 汤林铁路                     |            |
| 4255/4256             | 沈     | 锦州-叶柏寿         | 锦承铁路                     |            |
| 4318/4319、 4320/4317 | 沈     | 通化-丹东           | 通灌铁路、凤上铁路、沈丹铁路 | 吉林、辽宁 |
| 4325/4326             | 沈     | 沈阳-凤凰城         | 沈丹铁路、凤上铁路           | 吉林、辽宁 |
| 4330                  | 沈     | 通辽-赤峰（单向）   | 京通铁路                     | 内蒙古东部 |
| 4328                  | 沈     | 赤峰-叶柏寿（单向） | 叶赤铁路                     | 内蒙古东部 |
| 4327                  | 沈     | 叶柏寿-通辽（单向） | 京通铁路、叶赤铁路           | 内蒙古东部 |
| 4343/4344             | 沈     | 吉林-图们北         | 长图铁路                     | 吉林延边   |
| 4347/4348             | 沈     | 通化-集安           | 梅集铁路                     |            |
| 4349/4350             | 沈     | 通化-临江           | 梅集铁路、鸭大铁路           |            |
| 4370/4367、 4368/4369 | 沈     | 通辽-库伦           | 大郑铁路、甘库铁路           | 内蒙古东部 |
| 4374/4371、 4372/4373 | 沈     | 库伦-霍林郭勒       | 甘库铁路、大郑铁路、通霍铁路 | 内蒙古东部 |
| 6398/6397             | 沈     | 本溪-寒岭           | 辽溪铁路                     |            |
| 6419/6420             | 京     | 通州西-承德         | 京承铁路                     |            |
| 6423/6424             | 京     | 邯郸-潞城           | 邯长铁路                     |            |
| 6433/6434             | 京     | 兴隆县-承德         | 京承铁路                     |            |
| 6435/6436             | 京     | 承德-平泉           | 锦承铁路                     |            |
| 6455/6456             | 京     | 兴隆县-平泉         | 锦承铁路                     |            |
| 6437/6438             | 京     | 北京西-大涧         | 京原铁路                     |            |
| 4471/4474、4473/4472  | 京     | 昌平北-承德         | 京通铁路、承隆铁路           | 内蒙古东部 |
| 8815/8816             | 太     | 介休-阳泉曲         | 介西铁路                     |            |
| 8817/8818             | 太     | 灵丘-太原东         | 京原铁路、北同蒲铁路         |            |
| 8822/8821             | 太     | 河边-忻州           | 忻河铁路                     |            |
| 8824/8823             | 太     | 宁武-岢岚           | 宁岢铁路                     |            |
| 8324/8323             | 武     | 信阳-祖师庙         | 宁西铁路                     | 大别山     |
| 8332/8331             | 武     | 麻城-淮滨           | 京九铁路、横麻铁路           | 大别山     |
| 6025/6026             | 武     | 麻城-九江           | 京九铁路                     | 大别山     |
| 6063/6064             | 西     | 宝鸡-广元           | 宝成铁路                     | 秦岭       |
| 6065/6066             | 西     | 安康-达州           | 襄渝铁路                     |            |
| 6072/6073、 6074/6071 | 西     | 宝鸡-平凉           | 宝中铁路                     |            |
| 7005/7006             | 西     | 西安-榆林           | 陇海铁路、甘钟铁路           |            |
| 7007/7008             | 西     | 西安-商南           | 宁西铁路                     |            |
| 8361/8362             | 西     | 汉中-阳平关         | 阳安铁路                     |            |
| 8375/8376             | 西     | 西安-长武           | 西平铁路                     |            |
| 7053/7054             | 济     | 淄博-泰山           | 胶济铁路、辛泰铁路           |            |
| 7265/7266             | 广     | 怀化-澧县/张家界    | 焦柳铁路                     | 湘西地区   |
| 7267                  | 广     | 澧县-张家界（单向） | 焦柳铁路                     | 湘西       |
| 7269/7270             | 广     | 怀化-塘豹           | 焦柳铁路                     | 湘西       |
| 7272/7271             | 广     | 怀化-梅江           | 渝怀铁路                     | 湘西       |
| 5609/5610             | 成     | 重庆北-秀山         | 渝怀铁路                     |            |
| 5612/5611             | 成     | 重庆-内江           | 成渝铁路                     |            |
| 5619/5620             | 成     | 燕岗-普雄           | 成昆铁路                     | 四川凉山   |
| 5629/5630             | 成     | 重庆-遵义           | 川黔铁路                     | 遵义市     |
| 5633/5634             | 成     | 普雄-攀枝花南       | 成昆铁路                     | 四川凉山   |
| 5635/5636             | 成     | 内江-昭通           | 内六铁路                     | 云南       |
| 7466/7465             | 昆     | 昆明-元谋西         | 成昆铁路                     | 云南楚雄   |
| 6083/6082、 6081/6084 | 昆     | 威舍-贵阳           | 威红铁路、水红铁路、沪昆铁路 | 六盘水地区 |
| 7505/7506             | 兰     | 兰州-武威南         | 兰新铁路                     | 天祝藏区   |
| 7507/7508             | 兰     | 武威南-嘉峪关       | 兰新铁路                     | 酒泉       |
| 7509/7510             | 兰     | 兰州-干塘           | 包兰铁路、干武铁路           | 宁夏       |
| 7511/7514、 7513/7512 | 兰     | 银川-长庆桥         | 包兰铁路、宝中铁路、西平铁路 | 宁夏       |
| 7516/7516             | 兰     | 长征-白银西         | 红会铁路                     |            |
| 7519/7520             | 兰     | 中卫-武威           | 干武铁路                     | 宁夏       |
| 7521/7522             | 兰     | 绿化-镜铁山         | 嘉镜铁路                     | 酒泉市     |
| 7524/7525、 7526/7523 | 兰     | 银川-汝箕沟         | 包兰铁路、石汝铁路           | 宁夏       |
| 7535/7538、 7537/7536 | 兰     | 嘉峪关-敦煌         | 包兰铁路、太中银铁路         | 酒泉       |
| 7529/7530             | 兰     | 嘉峪关-镜铁山       | 嘉镜铁路                     | 酒泉市     |
| 7503/7504             | 兰     | 陇西-青林           | 陇海铁路、天华铁路           | 甘肃       |
| 7556/7557、 7558/7555 | 乌     | 乌鲁木齐南-和田     | 兰新铁路、南疆铁路           | 南疆地区   |
| 5809/5810             | 乌     | 喀什-和田           | 南疆铁路                     | 南疆地区   |

## 其它国家的绿皮车

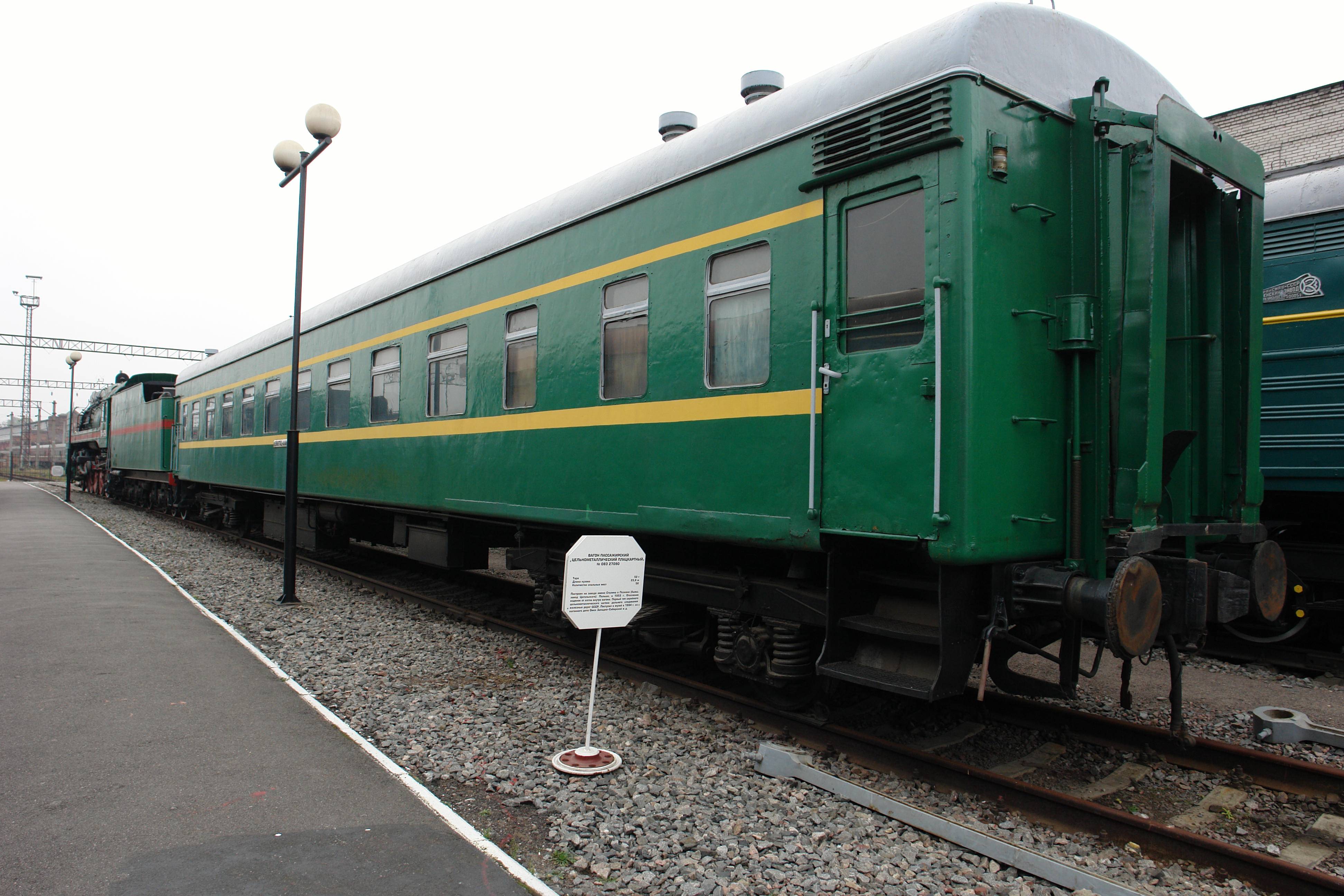
苏联铁路1953年的第一代长途绿皮车
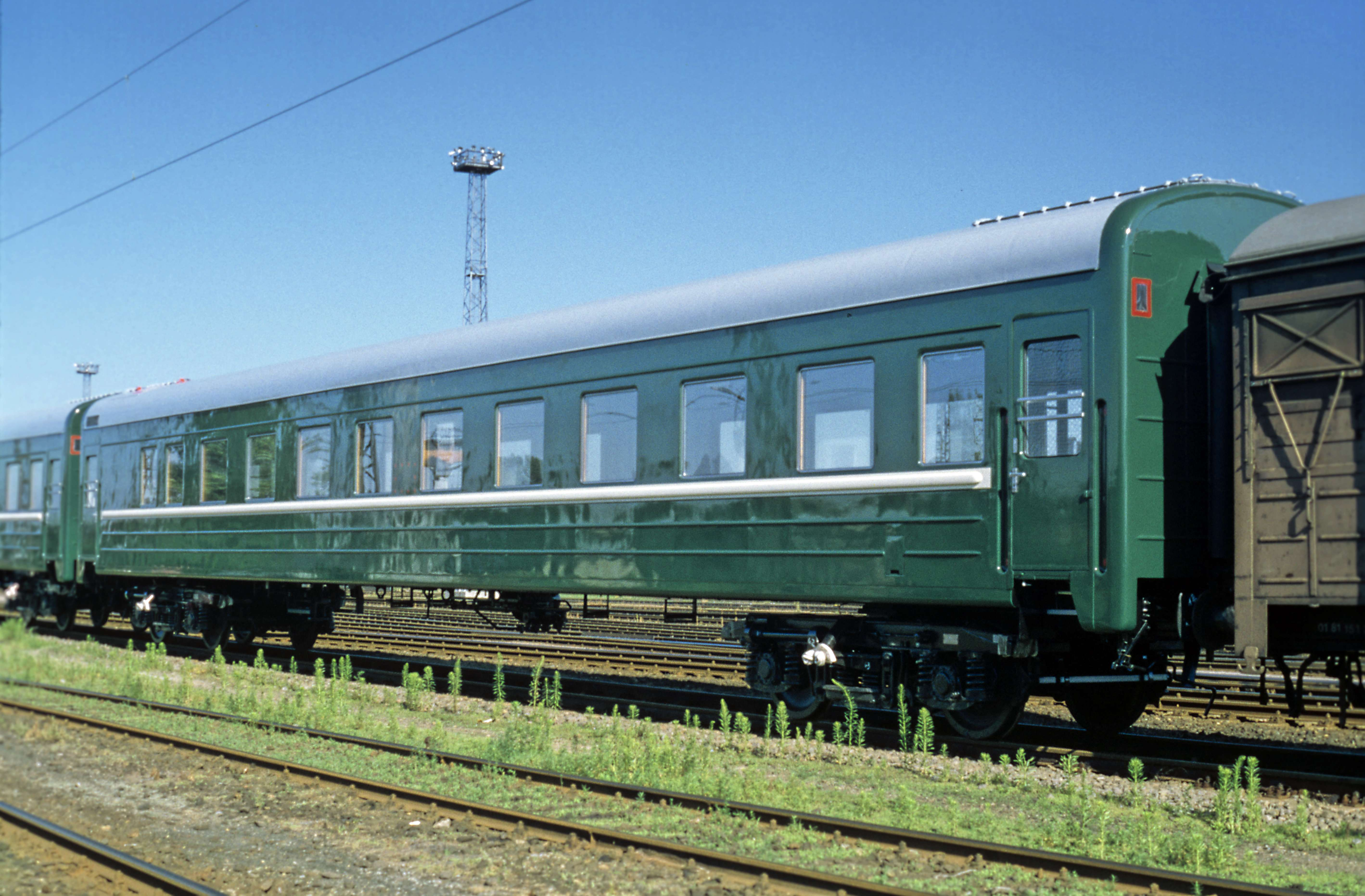
苏联后期绿皮车
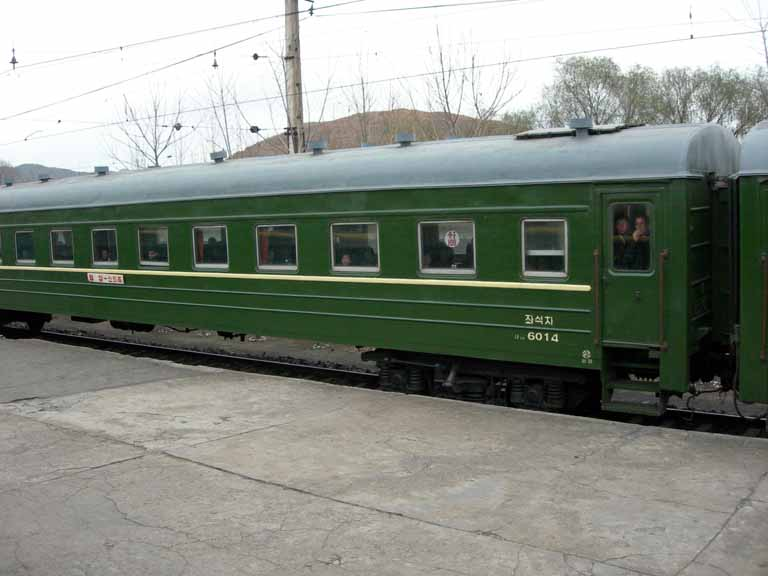
朝鲜铁路绿皮车
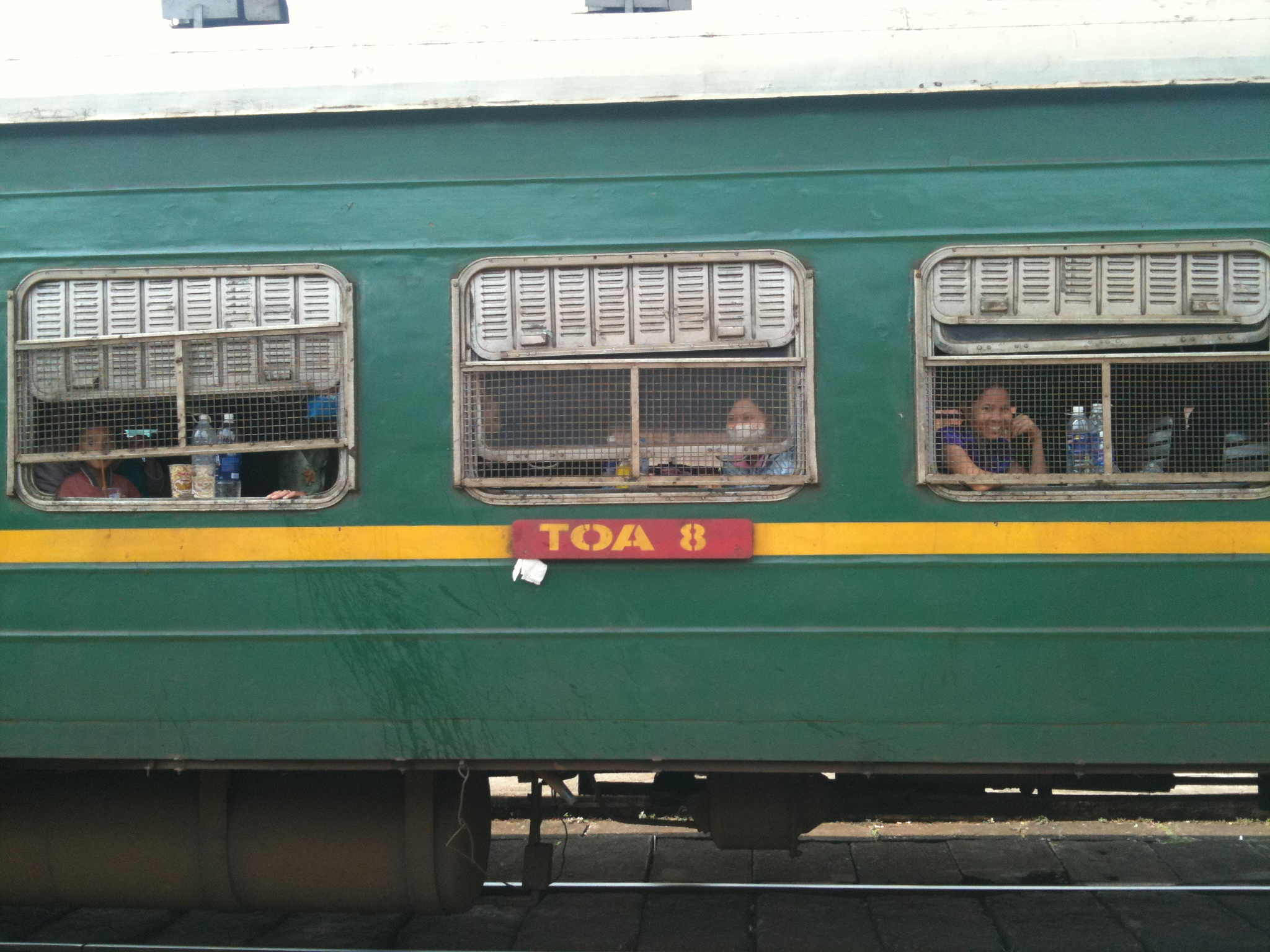
越南铁路绿皮车
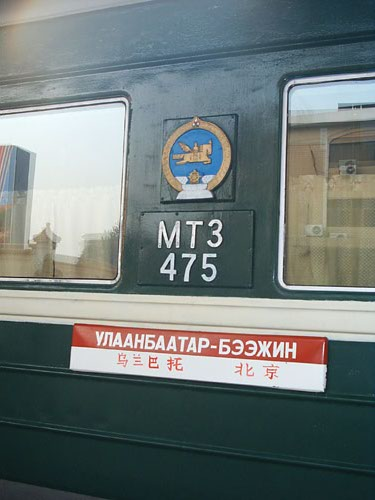
蒙古铁路绿皮车
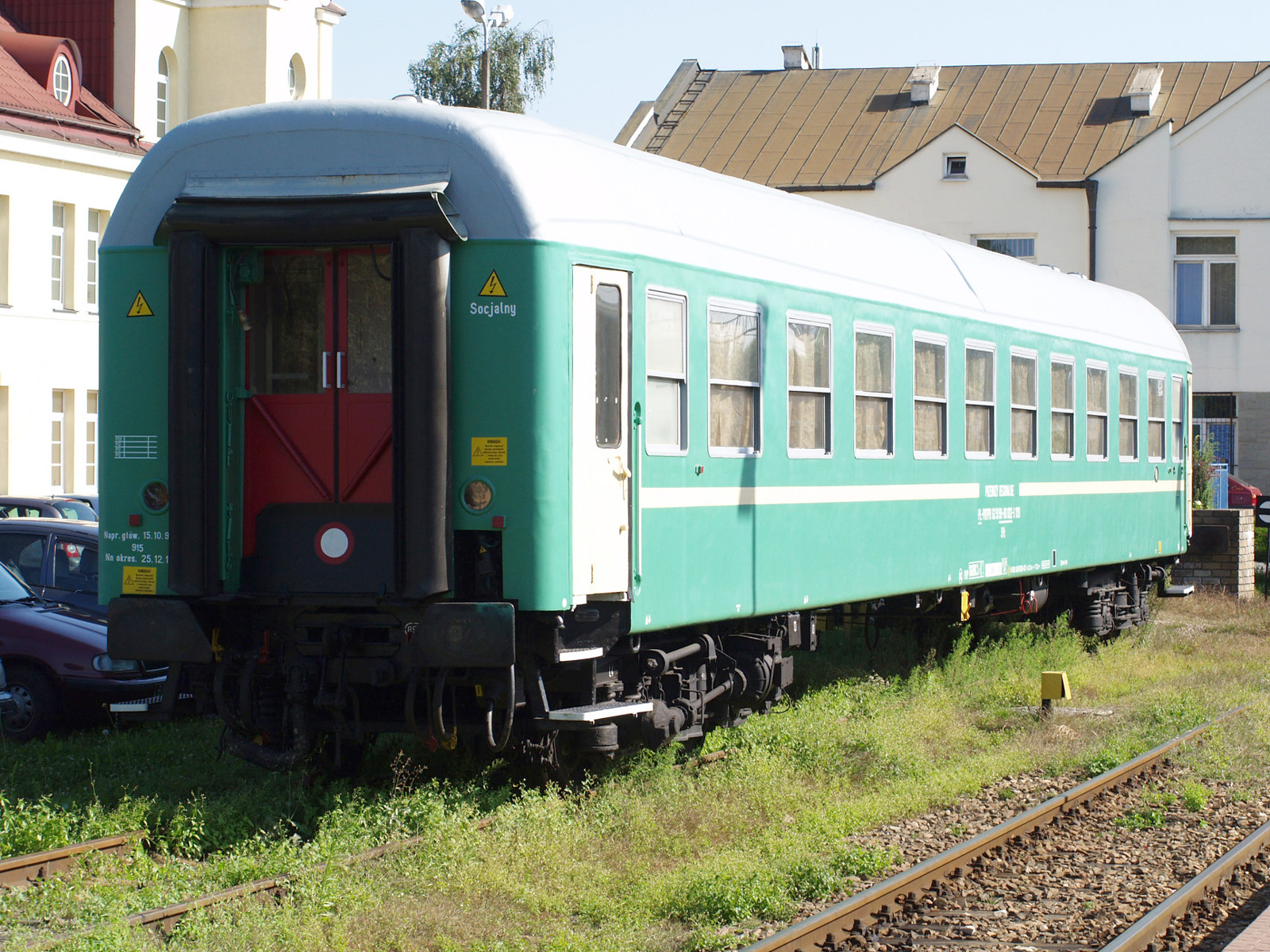
波兰铁路绿皮车
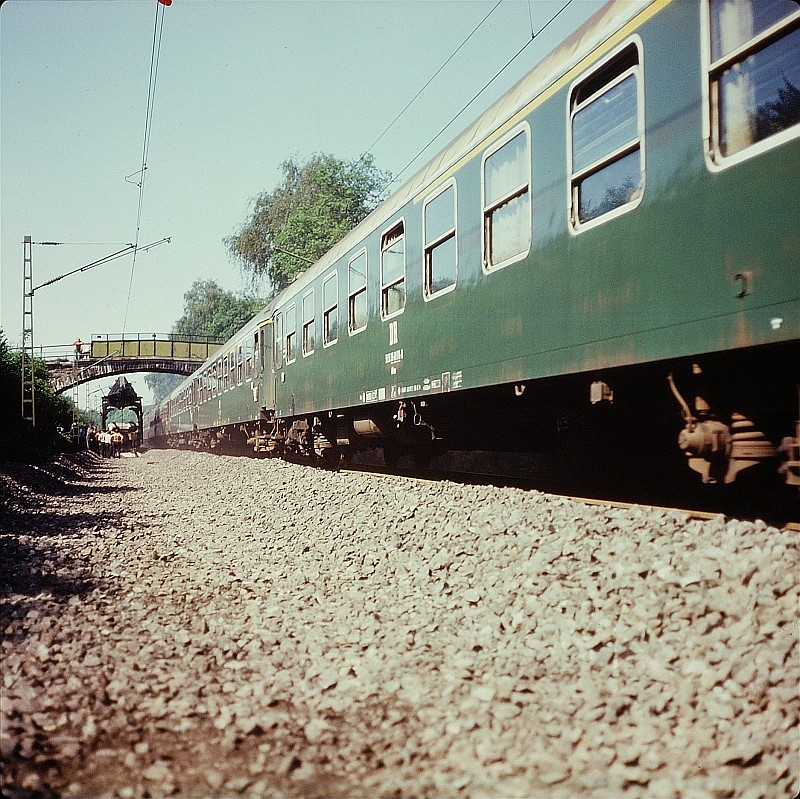
东德铁路绿皮车
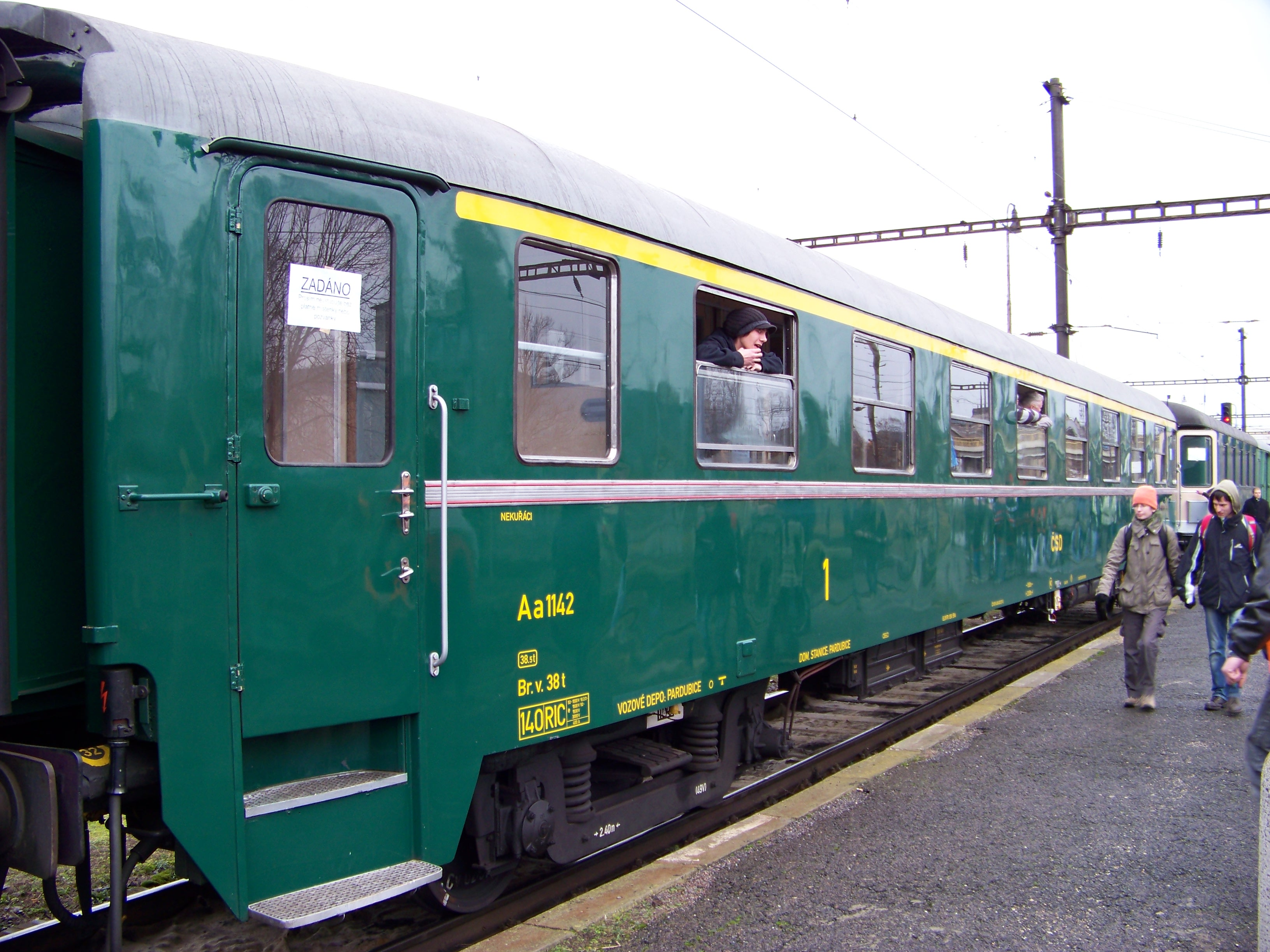
捷克斯洛伐克铁路绿皮车
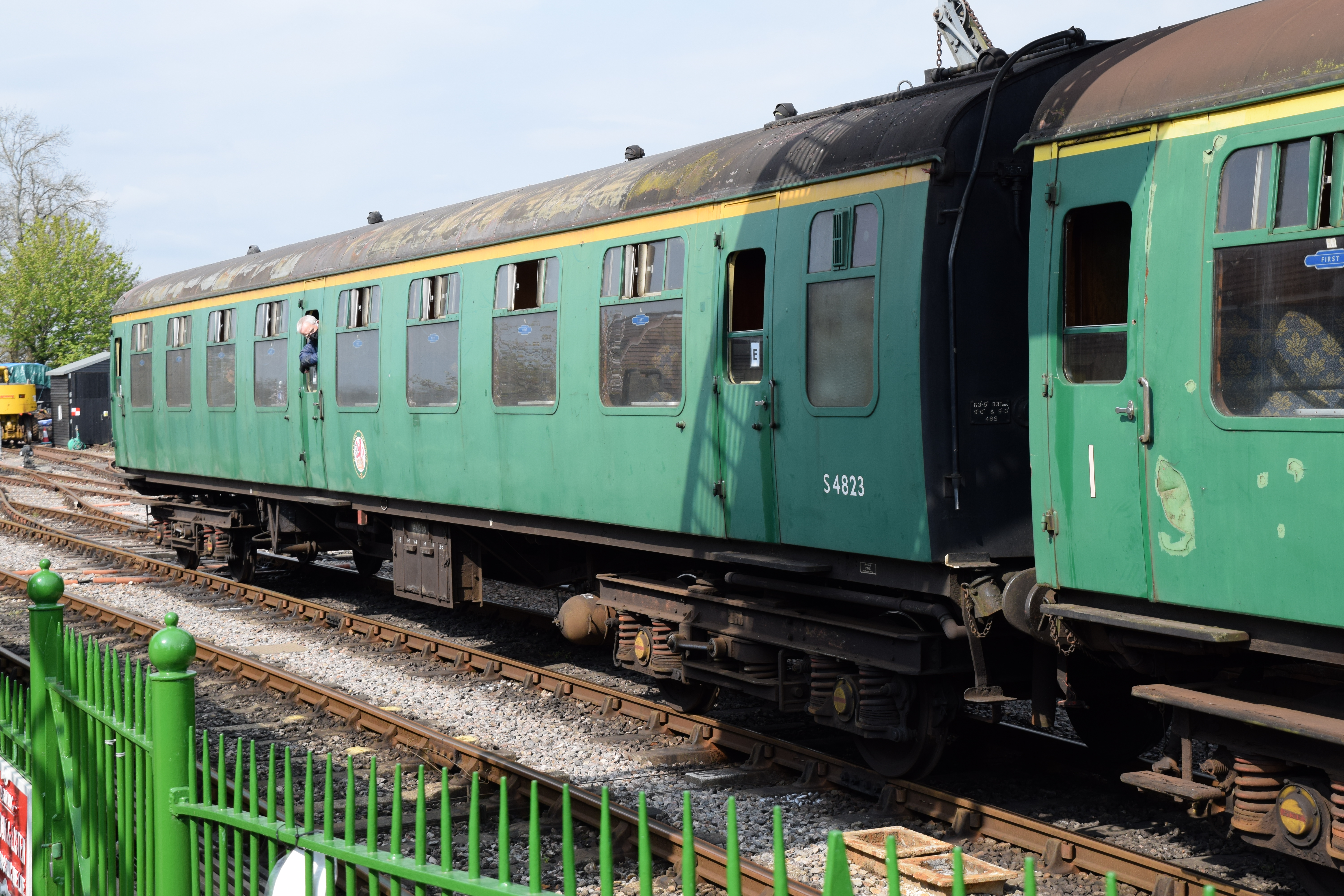
英国铁路绿皮车
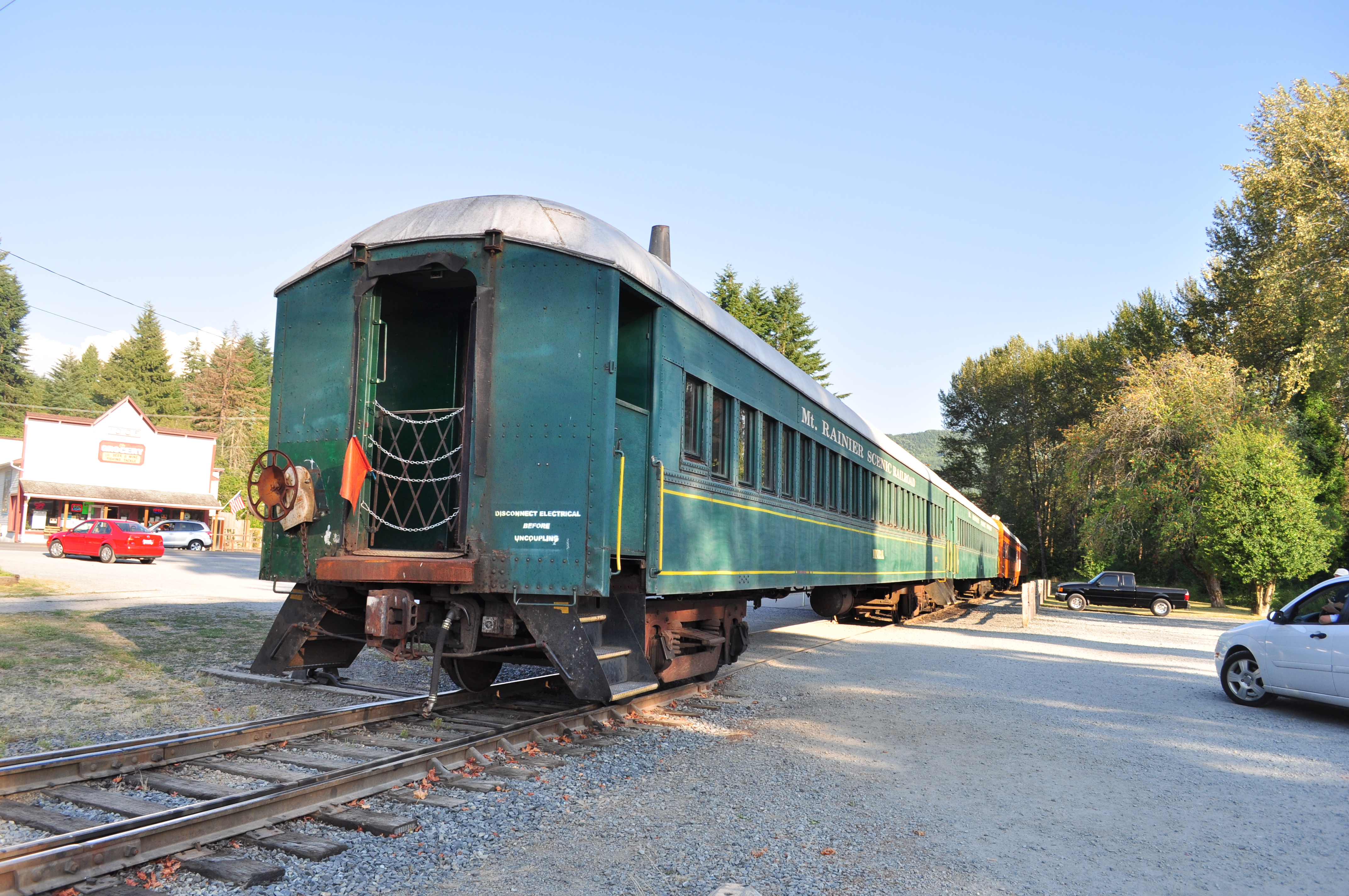
美国雷尼尔山铁路绿皮车
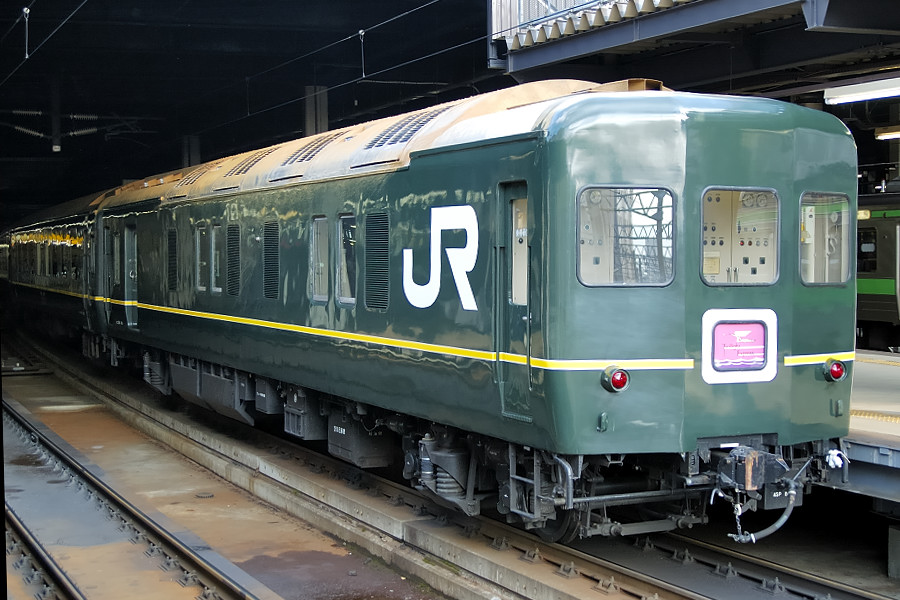
日本铁路绿皮车
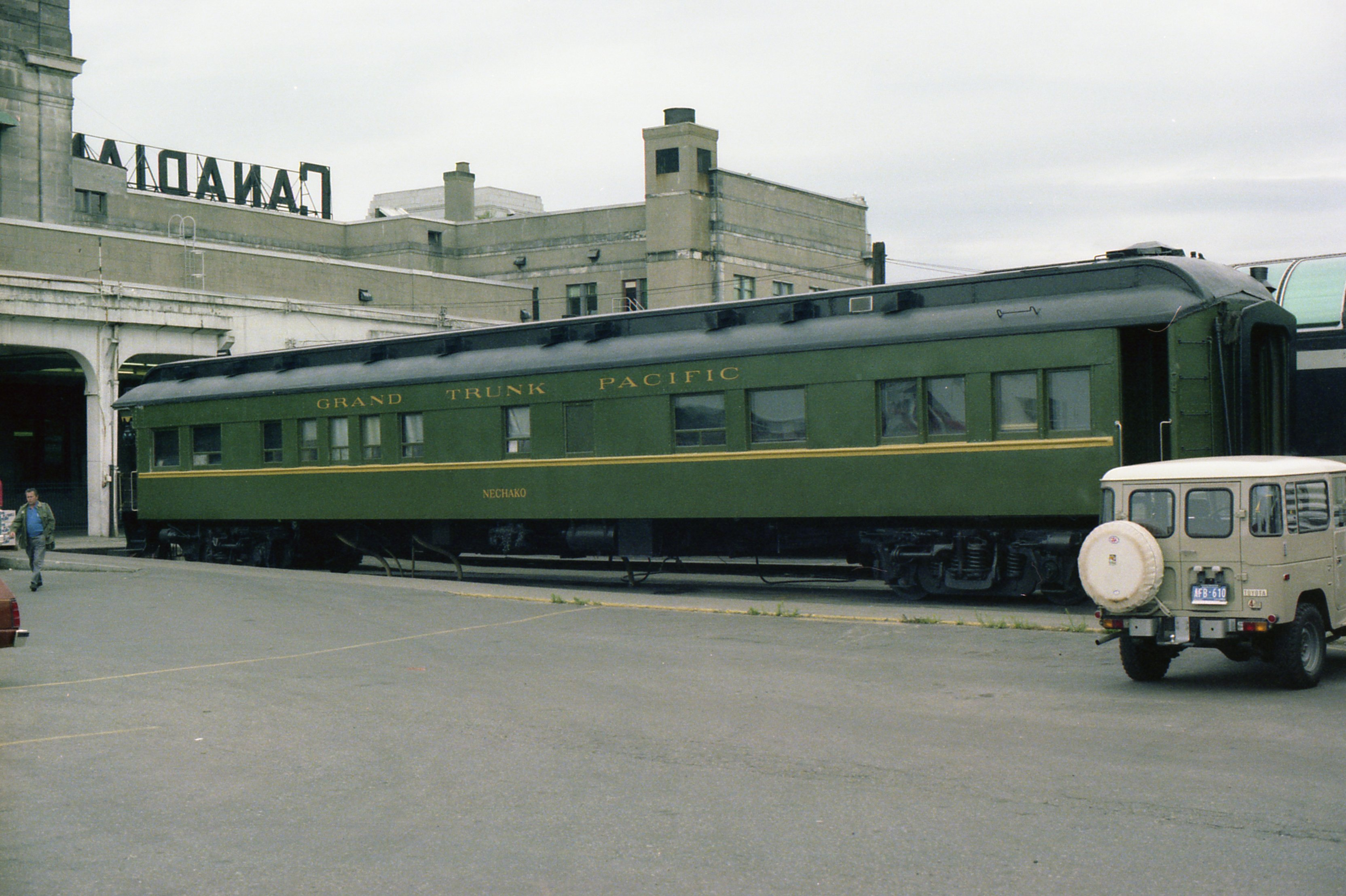
加拿大Grand Trunk Pacific Railway绿皮车